# Gunvor Guggisberg
Gunvor Guggisberg (23 de agosto de 1974), conhecida no mundo artístico apenas como Gunvor, é uma cantora e dançarina suíça. Ela é originária da cidade de Berna e o seu nome vem do avô sueco.
Ela representou o Suíça no a Festival Eurovisão da Canção 1998 em Birmingham, Inglaterra com a canção Lass ihn. Ela co-escreveu a canção com Egon Egemann. O desempenho se juntou a um grupo infeliz das canções do Festival Eurovisão da Canção que obtiveram zero pontos.
A canção tinha sido um dos favoritos antes do show, mas ela diva pop exagerada não conseguiu captar a imaginação do público. A canção tinha sido uma clara vencedora, na final helvética, realizada em  Zurique em 18 de dezembro de 1997.
Seu modelo musical é Céline Dion, que representou com sucesso a Suíça Festival Eurovisão da Canção 1988.
Ela foi campeã helvética de sapateado sete vezes. Um ano após sua aparição Eurovisão ela estava cantando e dançando num circo de inverno.

## Discografia
- Lass ihn (1998) (Single)
- Money makes... (1998) (Single)
- Land of fantasy (1999) (Single)
- From A to Z (2000) (Double CD)
- Born to be (loved by you) (2002) (Single)